# 纪尧姆·雷诺
纪尧姆·雷诺（法語：Guillaume Raineau，1986年6月29日—），法国男子赛艇运动员。他曾代表法国参加2008年和2016年夏季奥林匹克运动会赛艇比赛，其中2016年奥运会获得一枚铜牌。